# Mirambo
Mirambo foi um chefe africano que formou um império local no oeste de Tabora nas décadas de 1860 e 1870, e conseguia bloquear as rotas árabes quando eles não pagavam o tributo. Seu império, porém, era pessoal, e entrou em colapso com sua morte, em 1884.
Nesta época, as duas principais atividades econômicas da região eram o tráfico de escravos e o marfim. A partir do território dos Nyamwezi, os árabes tentaram controlar o Lago Tanganica no início da década de 1840. Kazé (a atual Tabora), Ujiji e o lago Tanganica se tornaram importantes centros comerciais, e vários árabes passaram a habitar nestas regiões. Eles não anexaram estes territórios, mas constantemente expulsavam chefes tribais hostis. 
Zanzibar era o centro do tráfico de escravos pelos árabes, e entre 65% e 90% da população árabe-suaíli de Zanzibar foi escravizada. Um dos maiores traficantes de escravos na costa leste da África era Tippu Tip, ele mesmo neto de um escravo. Os traficantes de escravos dos Nyamwezi operavam sob a liderança de Msiri e Mirambo.
Henry Morton Stanley, em sua viagem para encontrar David Livingstone, menciona uma guerra entre os árabes e Mirambo; ele comentou com os árabes que, se eles levaram cinco anos para derrotar e matar Manwa Sera, nunca poderiam levar menos de um ano contra Mirambo. Após relatar em seu diário várias vitórias de Mirambo contra os árabes, Stanley menciona, em 29 de agosto, que seus planos de descer pelo Nilo de barco foram demolidos por causa desta guerra dos árabes contra Mirambo, o Bonaparte negro.